# 北京城市副中心站
北京城市副中心站是中华人民共和国北京市的一座处在建设中的铁路车站。位于北京市通州区通运街道杨坨村，处在玉带河大街以南、通运路以西、广渠快速路以北、紫运西路以东的合围区域，是京唐城际铁路以及与其部分共线的京滨城际铁路在北京市境内的始发终到站，同时也是怀兴城际铁路上的一座车站。
2016年，在北京市意图利用通州站原址扩建，并作为京唐、京滨城际铁路的建设起点未果后，北京市在北运河东岸、京哈铁路南侧的规划用地上谋划新建铁路客站。同年12月29日，北京城市副中心站开始进行场地平整。在引入怀兴城际铁路及综合体规划确定后，于2019年11月正式动工建设。

## 历史

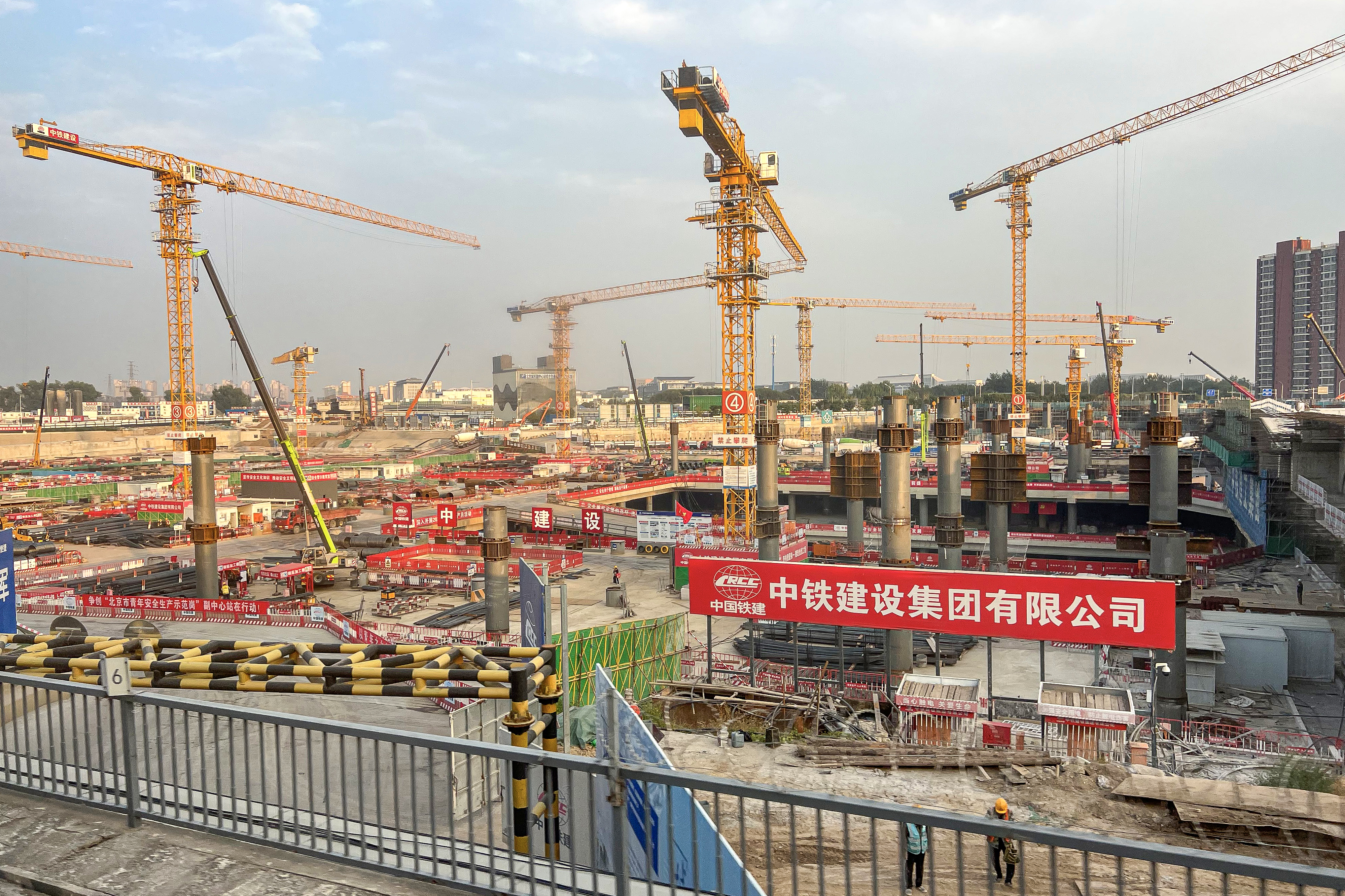
由中铁建设集团承建的副中心站工地（2023年10月摄于京哈铁路）

京唐城际铁路预可研以及京沈高速铁路预可研阶段期间，二者在北京市境内均以新北京东站（即现通州站）为规划重要经停站及始发终到站。为此，需要拆除通州站及附近的大量房屋及仓库。随着京唐城际铁路预可研未获国家发改委批准以及京沈高速铁路改经朝阳区、顺义区、怀柔区、密云区建设，通州站扩建为现代大型铁路客站的规划被搁置。
2015年8月，京唐城际铁路第一次环境影响评价发布，仍以通州站为新建线路建设起点。12月1日，京唐城际铁路北京段发布环境影响评价信息公告，重申了以北京通州站作为新建线路建设起点的规划，并根据2015年8月发布的环评报告征求来的意见，将通州站至北京市界段的线路敷设形式由地面改为地下，但这一环评报告发布后仍然引起了通州站周边居民的担心与抗议。他们认为新建京唐城际铁路将加剧周围的电磁辐射水平，并多次干扰铁三院对这一铁路的环境影响评价工作，致使引入通州站计划无法顺利实施。
2016年4月14日，铁三院发布新建北京至唐山城际铁路（北京段）环境影响评价补充信息公告，在此版公告中，京唐城际铁路的建设起点由通州站变更为新建通州东站，事实上放弃了利用通州站原址新建大型客站的计划。随后，在北京市将市政府迁至通州区，并在通州区建设北京城市副中心的计划提出后，7月18日，铁三院发布修改过后的新建北京至唐山城际铁路（北京段）环境影响评价补充信息公告，在此版公告中，京唐城际铁路的建设起点由拟建通州东站变更为新建北京城市副中心站。8月，北京城市副中心站启动建设意向，12月29日，北京城市副中心站场地平整工程在通运街道杨坨村开工，标志着京唐城际铁路正线工程开工建设。
2019年11月，北京城市副中心站正式开工建设。新建北京城市副中心站为地下车站，实施范围约59公顷。站场规模为8站台16线，其中京唐、京滨城际场4站台8线，规划怀兴城际铁路场4站台8线。此外另有预留布置在地上的京哈铁路站场，规模为2站台6线。所有站台均为岛式站台。《北京青年报》在报道北京城市副中心站开工建设的新闻中表示，该站建成后将是亚洲最大的地下综合交通枢纽。
2019年12月31日，北京市重点站区管理委员会成立，并设置北京城市副中心站地区，作为该站所在区域名义上的管理单位。

## 概况
新建京唐城际铁路北京城市副中心站在京唐城际铁路DK24+560处，车站为全地下设计，地下一层夹层为公交场站、商业层；地下一层为进站层、出租车落客区、社会车停车区、  6号线站厅。地下二层夹层为物业停车场。地下二层为出站厅、出租车上客区、社会车停车区、地铁换乘厅、  M101线站厅、  平谷线站厅、  6号线站台。地下三层为京唐、京滨城际站台、怀兴城际站台、  平谷线站台、  M101线站台。此外规划中的  M104线支线也将设站。同时，将利用夹层空间，设置东西两处公交场站。
城市副中心站是高速铁路、城际铁路、区域快线和城市轨道四网交汇点。依托京唐城际铁路、京滨城际铁路和怀兴城际铁路，可实现1小时直达雄安新区、天津、唐山等地，35分钟直达北京大兴国际机场，15分钟直达北京首都国际机场。车站预计2025年底具备通车条件。
城市副中心站建筑规模108.7万平方米，建设内容包括接驳场站、交通枢纽配套、公共服务空间、市政配套设施、怀兴城际铁路车站预留工程、北京地铁  平谷线车站（含  M101线车站）预留工程。根据环评报告书中所示的站线配布图，还将预留与京哈铁路联通的市郊、普速列车站台。

## 车站名称相关
本站工程名为北京城市副中心站，但这一名称违反国铁集团现行《铁路线路、车站、桥渡隧名称管理办法》中关于车站命名“字数一般不超过5个字（不含‘站’字）”之规定。此前中国铁路系统内正式站名超过5个字的车站仅有羊塔克库都克站与珠恩嘎达布其站。
2025年，国铁集团印发《关于公布沈阳至佳木斯高速铁路沈阳至白河段等有关名称的通知》，本站被正式命名为北京城市副中心站。